# Tierra Dorada (Texas)
Tierra Dorada es un lugar designado por el censo ubicado en el condado de Starr en el estado estadounidense de Texas. En el Censo de 2010 tenía una población de 28 habitantes y una densidad poblacional de 600,6 personas por km².

## Geografía
Tierra Dorada se encuentra ubicado en las coordenadas 26°24′2″N 98°55′17″O / 26.40056, -98.92139. Según la Oficina del Censo de los Estados Unidos, Tierra Dorada tiene una superficie total de 0.05 km², de la cual 0.05 km² corresponden a tierra firme y (0%) 0 km² es agua.

## Demografía
Según el censo de 2010, había 28 personas residiendo en Tierra Dorada. La densidad de población era de 600,6 hab./km². De los 28 habitantes, Tierra Dorada estaba compuesto por el 96.43% blancos, el 0% eran afroamericanos, el 0% eran amerindios, el 0% eran asiáticos, el 0% eran isleños del Pacífico, el 3.57% eran de otras razas y el 0% pertenecían a dos o más razas. Del total de la población el 100% eran hispanos o latinos de cualquier raza.